# 1807
1807. је била проста година.

## Догађаји

### Јануар
- 7. јануар — Велика Британија је прогласила блокаду Француске и земаља савезница француског цара Наполеона I Бонапарте.
- 8. јануар — Српски устаници су у Првом српском устанку заузели Београдску тврђаву у коју су се Турци склонили након заузимања Београда 12. децембра.

### Фебруар
- 3. фебруар — Амерички Конгрес је образовао Територију Илиноис.
- 25. фебруар — 6. март – Скупштина у Београду (1807)

### Март
- 2. март — Амерички Конгрес је усвојио закон о забрану увоза робова, којим је ван закона стављен увоз нових робова у САД.
- 25. март — У Уједињеном Краљевству је забрањена трговина робљем.

### Април
- 3. април — У селу Вогањ код Руме почела Тицанова буна, у којој је учествовало 15.000 сељака из 45 села румског и илочког властелинства.
- 9. април — Аустријска војска је угушила Тицанову буну.

### Јун
- 14. јун — Битка код Фридланда
- 29. јун — Руски адмирал Дмитриј Сењавин је поразио османску флоту у бици код Атоса.

### Јул
- 7. јул — У Тилзиту је потписан Тилзитски мир којим је завршен рат Француске и Русије, учеснице у коалицији против Наполеона.0
- 10. јул — Руско-српски савез, током Првог српског устанка, српски побуњеници под командом Карађорђа склопили су савез са Руским царствомса циљем ослобађања од османског ропства.

### Септембар
- 2. септембар — Британска Краљевска морнарица је бомбардовала Копенхаген како би спречила Наполеона Бонапарту да против Британаца употреби данску флоту.

## Рођења

### Април
- 20. април — Георгије Николајевић, митрополит СПЦ (†1896)

## Смрти

### Април
- 14. април — Јеремијас Бенјамин Рихтер, немачки хемичар (*1762)